# Neoclytus nubilus
Neoclytus nubilus là một loài bọ cánh cứng trong họ Cerambycidae.